# Didú
Eduardo Granja Russo, mais conhecido como Didú (São Paulo, 5 de agosto de 1951) é enófilo, estudou Administração de Empresas, Filosofia, Marketing e Comunicação. Passou por diversos veículos de comunicação do Brasil, como revista Manchete, Gazeta Mercantil, Editora Globo, Editora Abril e TVs Record e SBT. Foi premiado como publicitário do ano pelo Prêmio Colunistas 1992.

## Biografia

Didú Russo

Após 30 anos no mercado publicitário, Didú abandona a carreira e começa a se dedicar ao seu principal hobby, o vinho. Com experiência adquirida ao longo de mais de duas décadas de estudos, fundou a Confraria dos Sommeliers, que, desde 1999, reúne mensalmente alguns dos melhores sommeliers profissionais de São Paulo para avaliar amostras de vinhos às cegas.
Em 2005 publicou o livro Nem leigo, nem expert, que aborda o mundo do vinho com o olhar de quem não se considera um especialista, mas também não é um iniciante no assunto. Também trata de fatos históricos, etiqueta e como avaliar e degustar um bom vinho.
Em 2012 lançou Vinho para o sucesso profissional, em coautoria com Regis Gehlen, pela editora Vinho&Cia. A obra mostra como utilizar o vinho em relacionamentos profissionais, explica termos técnicos e até ensina como montar uma confraria.
No mesmo ano foi condecorado com a Ordre des Coteaux de Champagne, que existe desde os tempos de Luiz XIV e é considerada a mais importante confraria vínica do mundo.
Também foi jurado em importantes concursos, como o Concours Mondial de Bruxelles Brasil (2013 a 2016), o Chile Wine Awards (2014) e o Concours Mondial de Bruxelles (La Chine, 2015).
Didú foi o único jornalista brasileiro convidado para os eventos Simplesmente Vinho (cidade do Porto) e Ibravin (Praga), que promove vinhos brasileiros no país.
Na Expovinis 2015, que marcou o posicionamento do setor, fez a palestra “O vinho e sua carga tributária". 
Coordenou o Comitê de Vinho da FecomercioSP (Federação do Comércio de Bens, Serviços e Turismo do Estado de São Paulo), em que realizou três encontros “Debate do vinho Fecomercio”, que destacaram a importância do mercado de vinhos num momento em que o setor enfrentava sérias dificuldades com as importações.
Atualmente, é vice-presidente do SPVinho na Federação das Indústrias do Estado de São Paulo (Fiesp), que promove a produtividade da uva e do vinho. Também é editor do seu próprio site, um dos primeiros do Brasil com foco exclusivo em vinhos, cobrindo eventos, entrevistando personalidades, produzindo vídeos e promovendo a cultura da bebida. É colunista das revistas Prazeres da MESA, 29HORAS e Giornale Il Corriere Vinicola, na Itália.
Já fez mais de 200 palestras pelo Brasil e mais de 30 viagens internacionais visitando regiões produtoras de vinho.
Na televisão apresentou o programa Celebre! na CNT (Central Nacional de Televisão) e hoje apresenta o Wine Actors, na ChefTV. É responsável pela edição e produção da série O aprendiz de sommelier e das Dicas do Didú.